# Patrick Grammens
Patrick Grammens (10 april 1971) is een Belgische voormalige atleet, die gespecialiseerd was in de middellange afstand en het veldlopen. Hij nam eenmaal deel aan de wereldkampioenschappen veldlopen en werd op vijf verschillende nummers zesmaal Belgisch kampioen.

## Loopbaan
Grammens werd in 1994 en 1995 Belgisch kampioen op de 800 m. In 1999 volgde een indoortitel op dezelfde afstand. Begin 2000 werd hij Belgisch indoorkampioen  op de 1500 m en kampioen veldlopen korte cross. Het jaar nadien volgde een indoortitel op de 3000 m.
In 2001 nam Grammens deel aan de wereldkampioenschappen veldlopen in Oostende. Hij eindigde in de korte cross niet bij de eerste honderd.
Grammens was aangesloten bij Halestra en AS Rieme.

## Belgische kampioenschappen
Outdoor
| Onderdeel             | Jaar       |
| --------------------- | ---------- |
| 800 m                 | 1994, 1995 |
| veldlopen korte cross | 2000       |

Indoor
| Onderdeel | Jaar |
| --------- | ---- |
| 800 m     | 1999 |
| 1500 m    | 2000 |
| 3000 m    | 2001 |

## Persoonlijke records
Outdoor
| Onderdeel | Prestatie | Datum           | Plaats                 |
| --------- | --------- | --------------- | ---------------------- |
| 800 m     | 1.46,97   | 1 augustus 1998 | Hechtel                |
| 1000 m    | 2.18,50   | 20 juni 1999    | Sint-Lambrechts-Woluwe |
| 1500 m    | 3.40,82   | 5 augustus 2000 | Hechtel                |

Indoor
| Onderdeel | Prestatie | Datum            | Plaats |
| --------- | --------- | ---------------- | ------ |
| 800 m     | 1.48,72   | 19 februari 1999 | Gent   |
| 1500 m    | 3.45,96   | 25 februari 2000 | Gent   |
| 2000 m    | 5.17,64   | 11 februari 2000 | Gent   |

## Palmares

### 800 m
- 1992:  BK indoor AC - 1.52,32
- 1992:  BK AC - 1.50,07
- 1993:  BK indoor AC - 1.52,27
- 1993:  BK AC - 1.49,29
- 1994:  BK AC - 1.50,11
- 1995:  BK AC - 1.49,99
- 1996:  BK AC - 1.50,04
- 1999:  BK indoor AC - 1.49,84

### 1500 m
- 1998:  BK AC - 3.48,73
- 2000:  BK indoor AC - 3.46,8
- 2000:  BK AC - 3.48,51

### 3000 m
- 2001:  BK indoor AC - 8.14,04
- 2004:  BK indoor AC - 8.33,40

### veldlopen
- 1990: 111e WK junioren in Aix-les-Bains
- 2000:  BK AC korte cross in Oostende
- 2001: 113e WK korte cross in Oostende